# RPA2
La subunidad de 32 kDa de la proteína A de replicación (RPA2) es una proteína codificada en humanos por el gen rpa2.

## Interacciones
La proteína RPA2 ha demostrado ser capaz de interaccionar con:
- Ku70[3]
- Proteína de replicación A1[3][4]
- RPA3[5][4]
- DNA-PKcs[3]
- STAT3[6]
- Ciclina O[7]
- MEN1[8]
- TP53BP1[9]
- Uracil-ADN glicosilasa[10]